# Lago del Toro (sjö i Chile)
Lago del Toro är en sjö i Chile.   Den ligger i regionen Región de Magallanes y de la Antártica Chilena, i den södra delen av landet, 2 000 km söder om huvudstaden Santiago de Chile. Lago del Toro ligger 24 meter över havet. Arean är 202 kvadratkilometer. Den sträcker sig 21,8 kilometer i nord-sydlig riktning, och 28,7 kilometer i öst-västlig riktning.
Trakten runt Lago del Toro är nära nog obefolkad, med mindre än två invånare per kvadratkilometer.